# Adriana Spilberg

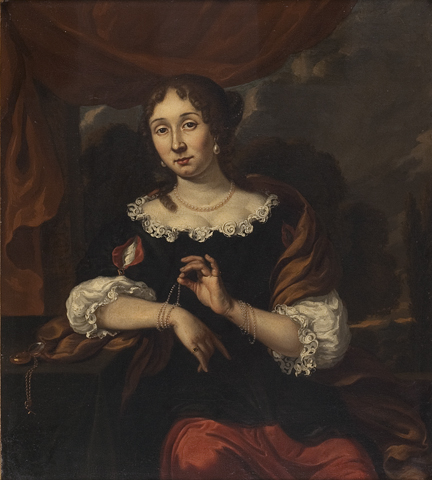
Adriane Spilberg: Portret van een vrouw

Adriana Spilberg (Amsterdam, 8 december 1656 – vermoedelijk Düsseldorf, na 1697) was een kunstschilder uit de Gouden Eeuw.
Spilberg werd geboren als dochter van de portret- en historieschilder Johannes Spilberg (1619-1690) en Maria Gerrits. Haar vader werkte als hofschilder voor de keurvorst van de Palts, Johan Willem van de Palts. Adriana Spilberg kreeg al vroeg teken- en schilderles van haar vader. Het gezin woonde in Amsterdam, terwijl haar vader voor zijn werk veel reisde. Toen keurvorstin Maria Anna Jozefa van Oostenrijk hoorde dat Johannes Spilberg een zeer begaafde dochter had, droeg zij hem op om Adriana naar Düsseldorf te halen. Het hele gezin verhuisde vervolgens daarheen. Vanaf 1681 werkte als kunstschilder Adriana Spilberg in dienst van het hof.
Spilberg trouwde in 1684 in Düsseldorf met de kunstschilder Willem Breekvelt (gest. 1687). Samen kregen ze drie zoons. Na zijn dood huwde ze in 1697 opnieuw, ditmaal met Eglon van der Neer (1634-1703), die werkzaam was als hofschilder van de keurvorst van de Palts en haar vader als hofschilder had opgevolgd.
- Biografisch Portaal: 07339582
- RKD-Nederlands Instituut voor Kunstgeschiedenis: 74330
- Union List of Artist Names: 500021911
- Virtual International Authority File: 95816252